# العملات التذكارية لأستراليا
أصدرت دار سك العملة الملكية الأسترالية عملات تذكارية أسترالية منذ عام 1927 بمجموعة من التصميمات والتي غالبًا ما تصور مختلف المناسبات السنوية والمنظمات والأحداث الهامة في التاريخ الأسترالي. أصدرت العملات التذكارية لفئات مختلفة من الجنيه الأسترالي والعملات العشرية.

## عملة 2 دولار
صدرت أول عملة تذكارية أسترالية من فئة دولارين عام 2012 إحياءً لذكرى يوم التذكر. وظهرت زهرة خشخاش في وسطها على خلفية نصٍّ مجهري كُتب عليه: "يوم الذكرى" و"لئلا ننسى". أستراليا هي ثاني دولة تُتداول عملات تذكارية ملونة، بعد كندا.
| سنة الإصدار            | الموضوع التذكاري                                                         | المجموع في المجموعة                                 | المصمم لظهر العملة | التصميم للظهر | أرقام سك العملة                   |
| ---------------------- | ------------------------------------------------------------------------ | --------------------------------------------------- | --- | --- | --------------------------------- |
| 2012                   | يوم الذكرى – الخشخاش الأحمر                                              | 1                                                   | آرون باجيو | مركز الخشخاش الملون باللون الأحمر على خلفية النص المصغر. | 503,000                           |
| 2012                   | يوم الذكرى – الخشخاش الذهبي                                              | 1                                                   | آرون باجيو | مركز الخشخاش غير الملون على خلفية النص المصغر. | 5,799,000                         |
| 2013                   | الذكرى الستين لتتويج صاحبة الجلالة الملكة إليزابيث الثانية ملكة أستراليا | 1                                                   | ألكسندرا ستوكيك | خطوط أرجوانية متحدة المركز وميزة تصميم مركزية لتاج سانت إدوارد. | 995,000                           |
| 2014                   | يوم الذكرى – دوف                                                         | 1                                                   | دار السك الملكية الأسترالية | صُمم هذا الشعار تخليدًا ليوم الذكرى بحمامة وغصن زيتون محاطين بدوائر خضراء متحدة المركز وأشعة شمس. استُوحي تصميمه من شعار "الشمس المشرقة". | 1,856,000                         |
| 2015                   | خليج أنزاك - كي لا ننسى                                                  | 1                                                   | ألكسندرا ستوكيك | صُمم هذا النصب التذكاري لإحياء ذكرى مرور 100 عام على إنزال أنزاك كوف. تحيط زهور الخشخاش والقبور بدائرة حمراء متحدة المركز تحمل عبارة "لئلا ننسى". | 1,466,000                         |
| 2015                   | ملعب فلاندرز                                                             | 1                                                   | ألكسندرا ستوكيك | صُمم تخليدًا لذكرى قصيدة "في حقول فلاندرز". طيور قبرة منحوتة تحيط بالحلقات البرتقالية اللون التي تُمثل توهج غروب الشمس. | 2,151,000                         |
| 2016                   | الذكرى الخمسين للعملة العشرية                                            | 1                                                   | جي كي جراي | تصميم الوجه لعام 2016 للاحتفال بالذكرى الخمسين للعملة العشرية. | 2,885,000                         |
| 2016                   | الفريق الأولمبي الأسترالي                                                | 6                                                   | برونوين كينج | أُصدرت بالتعاون مع وولوورثس. طُبعت ستة إصدارات، تحمل شعار الفريق الأولمبي الأسترالي بألوان العملات المختلفة: الأزرق، الأسود، الأحمر، الأصفر، الأخضر، بالإضافة إلى عملة بارالمبية.                                                                                       | 12,000,000 (2,000,000 من كل منها) |
| 2017                   | قبة النصب التذكاري للحرب - كي لا ننسى                                    | 1                                                   | توني دين | تصوير فسيفساء نابير والر من قاعة الذاكرة في النصب التذكاري للحرب الأسترالية . | 3,975,000                         |
| 2017                   | يوم الذكرى – غصن إكليل الجبل                                             | 1                                                   | ألكسندرا ستوكيك | صُممت لإحياء ذكرى يوم الذكرى. دائرة داخلية تحتوي على إكليل الجبل محاطة بدائرة من أوراق إكليل الجبل المطبوعة بالوسادات وأزهارها باللونين الأخضر والأرجواني. كلمة "ذكرى" متشابكة بين أوراق إكليل الجبل.                                                                  | 2,122,000                         |
| 2017                   | سحر الأبوسوم                                                             | 3                                                   | | تم سك ثلاث عملات معدنية من سحر بوسوم؛ 'هوش الحزينة غير المرئية'، و'هوش ترى ذيلها' و'هوش مرئية مرة أخرى'. | 2,000,000 من كل                   |
| 2018                   | الشعلة الأبدية - كي لا ننسى                                              | 1                                                   | برونوين كينج | تصوير للشعلة الأبدية من النصب التذكاري للحرب الأسترالية. | 5,400,000                         |
| 2018                   | ألعاب إنفيكتوس                                                           | 1                                                   | ألكسندرا ستوكيك (الأحرف الأولى على العملة المعدنية)                                                                               | إحياءً لذكرى دورة ألعاب إنفيكتوس 2018 التي استضافتها سيدني بأستراليا. تُظهر الصورة منظرًا جانبيًا لرياضي على كرسي متحرك. | 2,100,000                         |
| 2018                   | الهدنة                                                                   | 1                                                   | توني دين (الأحرف الأولى على العملة المعدنية)                                                                                      | صُمم هذا الرمز تخليدًا للذكرى المئوية لهدنة 11 نوفمبر 1918. يصور الرقم 100 مع زهرة خشخاش في المنتصف والصفر. | 1,658,000                         |
| 2018                   | فريق ألعاب الكومنولث الأسترالي                                           | 3                                                   | | شعار فريق ألعاب الكومنولث الأسترالي وألوانه الزرقاء والخضراء والذهبية. | 2,000,000                         |
| 2019                   | الذكرى المئوية للعودة                                                    | 1                                                   | آدم ويليام بول (الأحرف الأولى على العملة المعدنية)                                                                                | شعار قوة الدفاع الأسترالية القديم محاط بزهور الخشخاش. تحيط عبارة "مائة عام من العودة" بالتصميم. | 2,127,000                         |
| 2019                   | ذكرى الشرطة                                                              | 1                                                   | آدم ويليام بول (الأحرف الأولى على العملة المعدنية)                                                                                | شارة شرطة موحدة ذات نجمة سباعية الرؤوس مع دائرة داخلية تصور تاجًا محاطًا بحلقة من شريط منقوش باللونين الأزرق والأبيض. | 2,000,000                         |
| 2019                   | اتحاد الرجبي                                                             | 1                                                   | | حلقة ملونة باللونين الأخضر والذهبي تحيط بحيوان والابي يحمل كرة مكتوب عليها "الولبي أستراليا" على الجانب الخارجي. | 2,170,000                         |
| 2019                   | السيد سكويجل                                                             | 4                                                   | | سكت أربع عملات معدنية تحمل صورة "السيد سكويجل" و"بيل المجرفة البخارية" و"جوس الحلزون" و"السبورة السوداء". | 2,000,000 من كل                   |
| 2020                   | الفريق الأولمبي الأسترالي                                                | 6                                                   | | شعار الفريق الأوليمبي الأسترالي وألوانه الأزرق والأخضر والذهبي والأحمر والأسود وعملة إضافية للألعاب البارالمبية. | 2,450,000 من كل                   |
| 2020                   | كأس العالم للسيدات T20 ICC                                               | 1                                                   | دار سك العملة الملكية الأسترالية                                                                                                  | صدر بالتعاون مع وولوورثس. صُمم لإحياء ذكرى استضافة أستراليا لكأس العالم للسيدات T20 لعام 2020. يُصوِّر لاعبة كريكيت أمام جذوع أشجار محاطة بدائرة ملونة. | 2,182,000                         |
| 2020                   | ذكرى نهاية الحرب العالمية الثانية                                        | 1                                                   | توني دين (الأحرف الأولى على العملة المعدنية)                                                                                      | صُمم هذا العلم تخليدًا للذكرى الخامسة والسبعين لنهاية الحرب العالمية الثانية. تتراكب دائرة ثلاثية الألوان، الأخضر والأزرق والأبيض تمثل القوات المسلحة الثلاث المشاركة في الحرب العالمية الثانية فوق حمامة سلام تحلق فوق جزء من الكرة الأرضية، وتظهر أستراليا في الأسفل. | 600,000                           |
| رجال الإطفاء           | 1                                                                        | ألكسندرا ستوكيك (الأحرف الأولى على العملة المعدنية) | يصوّر رجل إطفاء وامرأة يقفان ظهرًا لظهر يُكافحان حريقًا. كرة لهب برتقالية اللون مُركّبة في المنتصف. كلمة "رجال إطفاء" مكتوبة في الأسفل. | 1,600,000 |                                   |
| 2021                   | الخدمة العسكرية للسكان الأصليين                                          | 1                                                   | تشيرني ساتون | الدائرة الداخلية تحمل بصمة يد سوداء وتحيط بها ثلاثة صفوف من النقاط بألوان علم القوات المسلحة الأسترالية. أما الدائرة الخارجية فتحوي أدوات أصلية متنوعة مثل الرماح. | مليون                             |
| 2021                   | ذا ويجلز                                                                 | 4                                                   | | الذكرى السنوية الثلاثون لفرقة ويغلز. أربع عملات معدنية: "الكابتن فيذرسورد"، "واغز ذا دوغ"، "هنري الأخطبوط"، و"دوروثي الديناصور". | 2,300,000 من كل                   |
| 2021                   | خدمات الإسعاف                                                            | 1                                                   | آرون باجيو | تُكرّم هذه العملة المعدنية 33,000 مُسعف عملوا في مختلف خدمات الإسعاف خلال جائحة كوفيد-19 في أستراليا. تُظهر العملة مُسعفًا ومُسعفة يُسعفان مريضًا على نقالة. تحتوي حلقة خضراء في المنتصف على صليب مالطا.                                                                       | 2,000,000                         |
| العلم الأسترالي الأصلي | 1                                                                        | هارولد توماس                                        | مُصمم للاحتفال بالذكرى الخمسين للعلم الأسترالي الأصلي.                                                                             | 2,000,000 |                                   |
| 2022                   | العاملون في الخطوط الأمامية الأستراليون                                  | 1                                                   | آدم ويليام بول | صُممت هذه العملة لتكريم العاملين في الخطوط الأمامية الذين عملوا خلال جائحة كوفيد-19 في أستراليا. تحمل العملة حلقة من 12 رمزًا توضيحيًا للعاملين في الخطوط الأمامية. | 2,000,000                         |
| 2022                   | نحلة العسل                                                               | 1                                                   | ألكسندرا ستوكيك | تجلس نحلتان على كرة ذات أشكال قرص العسل على السطح، محاطة بالزهور وفروع شجرة السنط. | 2,000,000                         |
| 2022                   | الذكرى السنوية الخامسة والسبعين لحفظ السلام                              | 1                                                   | ألكسندرا ستوكيك | حمامتان تطوقان مركز الأمم المتحدة باللون الأزرق وتحملان أغصان الزيتون في أفواههما. | 2,000,000                         |

## عملة دولار واحد
ليست كل السنوات مُتداولة حيث صدرت عملات أعوام 1987 و1989 و1990 و1991 و1992 و2012 في مجموعات سك العملة فقط. إن إصدارات 1984 و1985 و1994 و1995 و1998 و2000 و2004 و2005 و2006 و2008 هي الإصدارات الوحيدة التي تحمل صورة الكنغر. مع ذلك سُكّت أيضًا عملة الدولار الأمريكي لعام 2007 التي تحمل صورة الكنغر ولكن فقط في مجموعات سك العملة.
| سنة الإصدار | موضوع تذكاري                                                           | مصمم ظهر العملة  | التصميم لظهر العملة | أرقام سك العملة              |
| ----------- | ---------------------------------------------------------------------- | ---------------- | --- | ---------------------------- |
| 1986        | السنة الدولية للسلام                                                   | هورست هان        | أيدي تحمل حمامة | 25,100,000                   |
| 1988        | الذكرى المئوية الثانية للأسطول الأول (200 عام منذ الاستعمار الإنجليزي) | ستيوارت ديفلين   | تصميم السكان الأصليين لكوري الكنغر | 20,400,000                   |
| 1993        | لاندكير أستراليا                                                       | فلاديمير جوتوالد | خطوط متموجة وأيدي تشكل أستراليا | 15,000,000                   |
| 1996        | الذكرى المئوية للسير هنري باركس                                        | فويتشخ بيترانيك  | صورة للسير هنري باركس (1815-1896)، "أبو الاتحاد" | 26,200,000                   |
| 1997        | الذكرى المئوية لميلاد السير تشارلز كينغسفورد سميث (عملة ب)             | فويتشخ بيترانيك  | صورة للسير تشارلز كينغسفورد سميث (1897-1935) وطائرة | 24,381,000                   |
| 1999        | السنة الدولية لكبار السن                                               | فويتشخ بيترانيك  | شعار السنة الدولية لكبار السن "نحو مجتمع لجميع الأعمار" | 29,218,000                   |
| 2001        | الذكرى المئوية للاتحاد                                                 | فويتشخ بيترانيك  | شعار الذكرى المئوية للاتحاد | 27,905,390                   |
| 2001        | السنة الدولية للمتطوعين                                                | فويتشخ بيترانيك  | شعار السنة الدولية للمتطوعين | 6,000,000                    |
| 2002        | عام المناطق النائية                                                    | فويتشخ بيترانيك  | شعار عام المناطق النائية | 35,373,000                   |
| 2003        | متطوعو أستراليا                                                        | فويتشخ بيترانيك  | لفافة حلزونية منمقة ترمز إلى شكل مخطط أستراليا | 4,149,000                    |
| 2003        | الذكرى المئوية لحق المرأة في التصويت                                   | فلاديمير جوتوالد | تمثيل الشخصيات النسائية في لافتة حق الاقتراع بواسطة دورا ميسون كوتس | 10,007,000                   |
| 2005        | الذكرى الستين لنهاية الحرب العالمية الثانية                            | فويتشخ بيترانيك  | الرجل الراقص | 34,200,000                   |
| 2007        | منتدى التعاون الاقتصادي لدول آسيا والمحيط الهادئ أستراليا 2007         | فويتشخ بيترانيك  | شعار/رمز منتدى التعاون الاقتصادي لآسيا والمحيط الهادئ (APEC) يتكون من نجمة ذات 7 نقاط مصنوعة من 21 قطعة من البوومرانج | 20,100,000                   |
| 2008        | الذكرى المئوية للكشافة الأسترالية                                      | كايتلين جودال    | تصوير شعلة الروح الأسترالية، رمز الكشافة الأسترالية الذي يشبه رمز الكشافة الدولي، زهرة الزنبق، ويتضمن الصليب الجنوبي | 17,200,000                   |
| 2009        | الذكرى المئوية لمعاش الكومنولث                                         | فويتشخ بيترانيك  | ستة بالغين وخمسة أطفال يمثلون المتقاعدين أو الأشخاص المعتمدين على معاشات الشيخوخة | 10,158,000                   |
| 2010        | الذكرى المئوية لمرشدات الفتيات في أستراليا                             | فويتشخ بيترانيك  | تصوير رمز مرشدات الفتيات الأستراليات وهو زهرة البرسيم الخاصة بمرشدات الفتيات مع نجمة ذات 7 رؤوس في الورقة العلوية من زهرة البرسيم | 12,585,000                   |
| 2011        | اجتماع رؤساء حكومات الكومنولث                                          | تيم ليفيرساتش    | اجتماع رؤساء حكومات الكومنولث 2011 ببيرث بغرب أستراليا | 9,397,003                    |
| 2012        | عملة أسترالية بقيمة دولار واحد مصنوعة فقط للمجموعات                    | س. ديفلين        | الملكة إليزابيث الثانية | مجهول                        |
| 2014        | الذكرى المئوية لحرب أنزاك                                              |                  | شعار الذكرى المئوية لحرب أنزاك. جندي أسترالي برأس منحني وبندقية مقلوبة في تأمل مهيب. | 23,000,000                   |
| 2015        | الذكرى المئوية لحرب أنزاك                                              |                  | شعار الذكرى المئوية لحرب أنزاك. جندي أسترالي برأس منحني وبندقية مقلوبة في تأمل مهيب. | 1,400,000                    |
| 2016        | الذكرى المئوية لحرب أنزاك                                              |                  | شعار الذكرى المئوية لحرب أنزاك. جندي أسترالي برأس منحني وبندقية مقلوبة في تأمل مهيب. | 2,190,000                    |
| 2016        | الذكرى الخمسين للعملة العشرية                                          | ستيوارت ديفلين   | تصميم الوجه لعام 2016 للاحتفال بالذكرى الخمسين للعملة العشرية | 560,000                      |
| 2017        | الذكرى المئوية لحرب أنزاك                                              |                  | شعار الذكرى المئوية لحرب أنزاك. جندي أسترالي برأس منحني وبندقية مقلوبة في تأمل مهيب. | 1,900,000                    |
| 2018        | الذكرى المئوية لحرب أنزاك                                              |                  | شعار الذكرى المئوية لحرب أنزاك. جندي أسترالي برأس منحني وبندقية مقلوبة في تأمل مهيب. | 2,000,000                    |
| 2019        | البحث عن العملات المعدنية الكبرى – واحد                                |                  | تم إصدار عملات معدنية من A إلى Z (أبجدية) تحمل صورة "أستراليا الأيقونية". تم إصدار 26 عملة معدنية. | 523,000 (لكل نوع من العملات) |
| 2019        | البحث عن العملات المعدنية الكبرى – واحد                                |                  | تم إصدار عملة معدنية تحمل الحرف "A" من حملة البحث عن العملات المعدنية الكبرى مع علامة خاصة "مظروف". | 14,500                       |
| 2020        | الذكرى المئوية لشركة كانتاس                                            |                  | شعار الذكرى المئوية لشركة كوانتاس | 2,000,000                    |
| 2020        | دولار التبرع                                                           |                  | دولار مصمم للتبرع | 12,500,000                   |
| 2021        | البحث عن العملات المعدنية الكبرى – اثنان                               |                  | تم إصدار عملات معدنية من A إلى Z (أبجدية) تحمل صورة "أستراليا الأيقونية". تم إصدار 26 عملة معدنية. | 456,000 (لكل نوع من العملات) |
| 2021        | البحث عن العملات المعدنية الكبرى – اثنان                               |                  | تم إصدار عملة معدنية تحمل الحرف 'G' من عملية البحث الكبرى عن العملات المعدنية بوجه ملون. | 22,500                       |
| 2021        | دولار التبرع                                                           |                  | دولار مصمم للتبرع | 5,000,000                    |
| 2023        | البحث عن العملات المعدنية الكبرى – ثلاثة                               |                  | تم إصدار عملات معدنية من A إلى Z (أبجدية) تحمل صورة "أستراليا الأيقونية". تم إصدار 26 عملة معدنية. |                              |
| 2023        | البحث عن العملات المعدنية الكبرى – ثلاثة                               |                  | تم إصدار عملة معدنية تحمل الحرف 'X' من عملية البحث الكبرى عن العملات المعدنية بوجه ملون. |                              |
| 2023        | البحث عن عملة الدوري الأسترالي لكرة القدم                              |                  | تم إصدار عشرين عملة معدنية تحمل شعارات ثمانية عشر فريقًا واثنتين تحملان كأسي AFL وAFLW الفائزين |                              |
| 2023        | البحث عن عملة الدوري الأسترالي لكرة القدم                              |                  | عملتان معدنيتان تحملان صور كأسي الفوز في دوري AFL وAFLW مع وجهين ملونين. |                              |
| 2024        | بلوي (مسلسل تلفزيوني)                                                  |                  | ثلاث عملات معدنية، واحدة لبلو هيلر ، وواحدة لعائلة هيلر ، وواحدة لبلو وبينجو هيلر مرتديين زي النساء المسنات/الجدات |                              |
| 2024        | بلوي (مسلسل تلفزيوني)                                                  |                  | 10 عملات معدنية واحدة من ذا هيلرز (بينجو هيلر وبانديت هيلر وتشيلي هيلر وبلوي هيلر) والأم والأب (بانديت هيلر وتشيلي هيلر) ومافن وجوارب (مافن هيلر وسوكس هيلر) والجدات (بلوي هيلر وبينجو هيلر يرتديان زي الجدات/النساء المسنات) راد وفريسكي (رادلي هيلر وفريسكي هيلر) بلوي والأصدقاء (إندي وبلوي هيلر وكلوي وروستي وبلوي وبينجو والأصدقاء (كلوي وكوكو وماكنزي بوردر كولي وبلوي هيلر وجودو وليلا وبينجو هيلر) وفريسكي هيلر). ) بلوي آند فريندز ( إندي وبلوي هيلر وكلوي آند رستي وبلوي وبينجو والأصدقاء (كلوي وكوكو وماكنزي بوردر كولي وبلوي هيلر وجودو وليلى وبينجو هيلر) بينجو (بينجو هيلر) سترايب ونانا وتريكسي (كريس هيلير وسترايب هيلر وتريكسي هيلر)، بلوي (بلوي هيلر). متاح في مشاركة أستراليا بوست من 2 سبتمبر. فرصة 1 من 10 للعثور على عملة بلوي الملونة ذات الإصدار الخاص في المجموعة المكونة من 10 عملات. |                              |

## عملة 50 سنتًا
| سنة الإصدار | موضوع تذكاري | مصمم عكسي                                                                                             | التصميم العكسي | أرقام سك العملة |
| ----------- | --- | --- | --- | --------------- |
| 1970        | الذكرى المئوية الثانية لاستكشاف جيمس كوك للساحل الشرقي لأستراليا                                                                | ستيوارت ديفلين                                                                                        | صورة للكابتن كوك مع خريطة أستراليا | 16,548,000      |
| 1977        | اليوبيل الفضي لجلالة الملكة إليزابيث الثانية ، ملكة أستراليا                                                                    | ستيوارت ديفلين                                                                                        | تصميم اليوبيل الفضي | 25,067,000      |
| 1981        | زفاف تشارلز، أمير ويلز، والسيدة ديانا سبنسر                                                                                     | ستيوارت ديفلين                                                                                        | صور الأمير والأميرة ويلز | 20,000,000      |
| 1982        | دورة ألعاب الكومنولث الثانية عشرة التي أقيمت في بريسبان عام 1982                                                                | ستيوارت ديفلين                                                                                        | موضوع ألعاب الكومنولث | 49,610,200      |
| 1988        | الذكرى المئوية الثانية للأسطول الأول 1788-1988                                                                                  | مايكل تريسي                                                                                           | سفينة | 8,100,000       |
| 1991        | الذكرى السنوية الخامسة والعشرون للعملة العشرية                                                                                  | جورج كروجر جراي وهورست هان                                                                            | رأس كبش ميرينو | 4,700,000       |
| 1994        | السنة الدولية للأسرة | كارولين روسر                                                                                          | عائلة | 20,876,100      |
| 1995        | الذكرى الخمسين لنهاية الحرب العالمية الثانية                                                                                    | لويس لومن وهورست هان                                                                                  | السير إدوارد "ويري" دنلوب | 15,869,200      |
| 1998        | إحياءً لذكرى مرور 200 عام على اكتشاف مضيق باس في عام 1798 بواسطة ماثيو فليندرز الذي أطلق اسمه على المضيق نسبةً إلى زميله جورج باس | فلاديمير جوتوالد                                                                                      | صورة باس وفليندرز | 22,389,200      |
| عام 2000    | عام الألفية 2000 | فلاديمير جوتوالد                                                                                      | العلم الأسترالي المصمم | 16,630,000      |
| عام 2000    | زيارة ملكية ، كما تظهر على الوجه الآخر صورة تذكارية للملكة.                                                                     | فلاديمير جوتوالد                                                                                      | سارية العلم في مبنى البرلمان | 5,145,000       |
| 2001        | الذكرى المئوية للاتحاد – أستراليا                                                                                               | | | 43,149,600      |
| 2001        | الذكرى المئوية للاتحاد - الولايات والأقاليم - نيو ساوث ويلز                                                                     | وليام آبلجيت جوليك.                                                                                   | شعار النبالة لولاية نيو ساوث ويلز | 3,042,000       |
| 2001        | الذكرى المئوية للاتحاد - الولايات والأقاليم - إقليم العاصمة الأسترالية                                                          | | | 2,000,000       |
| 2001        | الذكرى المئوية للاتحاد - الولايات والأقاليم - كوينزلاند                                                                         | | | 2,320,000       |
| 2001        | الذكرى المئوية للاتحاد - الولايات والأقاليم - فيكتوريا                                                                          | | | 2,800,000       |
| 2001        | الذكرى المئوية للاتحاد - الولايات والأقاليم - الإقليم الشمالي                                                                   | | | 2,080,000       |
| 2001        | الذكرى المئوية للاتحاد - الولايات والأقاليم - غرب أستراليا                                                                      | | | 2,400,000       |
| 2001        | الذكرى المئوية للاتحاد - الولايات والأقاليم - جنوب أستراليا                                                                     | | | 2,400,000       |
| 2001        | الذكرى المئوية للاتحاد - الولايات والأقاليم - تسمانيا                                                                           | | | 2,160,000       |
| 2001        | الذكرى المئوية للاتحاد - الولايات والأقاليم - جزيرة نورفولك                                                                     | | | 2,160,000       |
| 2002        | عام المناطق النائية | فويتشخ بيترانيك                                                                                       | | 11,507,000      |
| 2003        | متطوعو أستراليا | فلاديمير جوتوالد                                                                                      | | 13,927,000      |
| 2004        | تصميم الطالب | فلاديمير جوتوالد والطالب جون سيرانو، مدرسة سانت بيتر الابتدائية ، شرق كيلور                           | الحيوانات: الومبت ، الكوالا، واللوريكيت | 10,577,000      |
| 2005        | ذكرى: الذكرى الستين لنهاية الحرب العالمية الثانية                                                                               | فويتشخ بيترانيك                                                                                       | صور ظلية للجنود بجانب قبر | 21,033,000      |
| 2005        | تصميم الطلاب - دورة ألعاب الكومنولث الثامنة عشرة 2006 ملبورن                                                                    | | | 21,000,000      |
| 2010        | إحياء ذكرى يوم أستراليا 2010 | فلاديمير جوتوالد                                                                                      | | 11,452,000      |
| 2014        | الذكرى الخمسون لتأسيس المعهد الأسترالي لدراسات السكان الأصليين وسكان جزر مضيق توريس – AIATSIS                                   | | شعار AIATSIS، مستوحى من الدرع الذي صممه شعب أوو أويكانغند في شمال كوينزلاند. | 3,000,000       |
| 2016        | الذكرى الخمسين للعملة العشرية                                                                                                   | | تصميم الوجه لعام 2016 للاحتفال بالذكرى الخمسين للعملة العشرية | 7,000,000       |
| 2017        | 25 عامًا - قرار مابو و50 عامًا - استفتاء 1967                                                                                     | | تصوير إيدي مابو وبطاقة الاستفتاء حول كيفية التصويت من عام 1967 | 1,400,000       |
| 2019        | السنة الدولية للغات الأصلية | | تتضمن عبارة "السنة الدولية للغات الأصلية" وسط 14 كلمة أصلية تعني "المال" | 2,000,000       |
| 2022        | الذكرى السنوية الخامسة والسبعين لتأسيس مديرية الإشارات الأسترالية (ASD)                                                         | تعاون خبراء التشفير في ASD مع دار سك العملة الملكية الأسترالية لتصميم رمز فريد وغامض للعملات المعدنية | ميزات النص المشفر: "نحن جريئون في مفهومنا ودقيقون في التنفيذ. نجد الوضوح في 7 عرض × 5 عمق" باستخدام تشفير Atbash. "انتمائنا إلى فريق رائع يسعى للتميز، نصنع الفارق. XOR HEX A5D75" مشفر باستخدام تشفير النقل العمودي. "على مدى 75 عامًا، جمعت مديرية الإشارات الأسترالية كفاءات تتمتع بالمهارات والقدرة على التكيف والخيال للعمل في هذا المجال الضيق بين الصعب والمستحيل." مشفر باستخدام XOR بت وايز. رسالة إضافية مشفرة باختلافات مرئية في خط النص المشفر. |                 |

## عملة 20 سنتًا
| سنة الإصدار | الموضوع التذكاري                                  | مصمم ظهر العملة                                              | التصميم لظهر العملة                                           | أرقام سك العملة |
| ----------- | ------------------------------------------------- | ------------------------------------------------------------ | ------------------------------------------------------------- | --------------- |
| 1995        | الذكرى الخمسين للأمم المتحدة                      | هورست هان                                                    | شعار الأمم المتحدة                                            | 4,835,000       |
| 2001        | تحية للسير دونالد برادمان                         | فلاديمير جوتوالد                                             | دونالد برادمان يرتدي زي الكريكيت مع حروف دائرية               | 10,000,000      |
| 2001        | الذكرى المئوية للاتحاد – نيو ساوث ويلز            | الطالب جوزيف نيف من مدرسة بيلينجين الثانوية                  | شعار ولاية نيو ساوث ويلز                                      | 3,202,500       |
| 2001        | الذكرى المئوية للاتحاد - إقليم العاصمة الأسترالية | الطالبة ستايسي جو آن باين من مدرسة كارولين تشيشولم الثانوية  | تصميم الطالب                                                  | 2,100,000       |
| 2001        | الذكرى المئوية للاتحاد – كوينزلاند                | الطالبة جينيفر جراي من مدرسة إنجهام ستيت الثانوية            | تصميم الطالب                                                  | 2,300,000       |
| 2001        | الذكرى المئوية للاتحاد – فيكتوريا                 | الطالبان رايان لاد ومارك كينيدي من مدرسة لارا ليك الابتدائية | تصميم الطالب                                                  | 2,900,000       |
| 2001        | الذكرى المئوية للاتحاد – جزيرة نورفولك            | الطالبة ميغان كانينغز من مدرسة نورفولك آيلاند المركزية       | تصميم الطالب                                                  | 2,200,000       |
| 2001        | الذكرى المئوية للاتحاد – الإقليم الشمالي          | الطالبة ليزا بريت من مدرسة لينير في داروين                   | تصميم الطالب                                                  | 2,100,000       |
| 2001        | الذكرى المئوية للاتحاد – غرب أستراليا             | الطالبة جانيس نج من مدرسة فورستفيلد الثانوية                 | تصميم الطالب                                                  | 2,400,000       |
| 2001        | الذكرى المئوية للاتحاد – جنوب أستراليا            | الطالبة ليزا مورفي من مدرسة منطقة يانكاليلا                  | تصميم الطالب                                                  | 2,400,000       |
| 2001        | الذكرى المئوية للاتحاد - تسمانيا                  | الطالب آبي ماكدونالد من مدرسة لانسيستون تشيرش جرامر          | تصميم الطالب                                                  | 2,200,000       |
| 2003        | متطوعو أستراليا                                   | فلاديمير جوتوالد                                             |                                                               | 7,574,000       |
| 2005        | الذكرى الستين لنهاية الحرب العالمية الثانية       | فلاديمير جوتوالد                                             | الحرب العالمية 1939-1945 العودة إلى الوطن.                    | 33,500,000      |
| 2010        | الذكرى المئوية لمكتب الضرائب الأسترالي 2010       |                                                              |                                                               | 11,575,000      |
| 2011        | حفل زفاف الأمير ويليام وكاثرين ميدلتون            |                                                              |                                                               | 10,123,000      |
| 2011        | الذكرى المئوية لليوم العالمي للمرأة 1911–2011     |                                                              |                                                               | 6,773,000       |
| 2011        | السنة الدولية للمتطوعين زائد 10                   |                                                              |                                                               | 6,111,000       |
| 2013        | الذكرى المئوية لكانبرا                            |                                                              | منظر جوي لتخطيط مدينة كانبرا                                  | 6,083,000       |
| 2015        | الذكرى المئوية للحرب العالمية الأولى 1914-1918    |                                                              |                                                               |                 |
| 2016        | الذكرى الخمسين للعملة العشرية                     |                                                              | تصميم الوجه لعام 2016 للاحتفال بالذكرى الخمسين للعملة العشرية | 4,500,000       |
| 2022        | الذكرى السنوية التسعين لـ ABC                     | ألكسندرا ستوكيك                                              |                                                               |                 |

## عملة 10 سنتات
| سنة الإصدار | الموضوع التذكاري              | مصمم ظهرالعملة | التصميم                                                       | أرقام سك العملة |
| ----------- | ----------------------------- | -------------- | ------------------------------------------------------------- | --------------- |
| 2016        | الذكرى الخمسين للعملة العشرية | ستيوارت ديفلين | تصميم الوجه لعام 2016 للاحتفال بالذكرى الخمسين للعملة العشرية | 6,200,000       |

## عملة 5 سنتات
| سنة الإصدار | الموضوع التذكاري              | مصمم ظهر العملة | التصميم                                                       | أرقام سك العملة |
| ----------- | ----------------------------- | --------------- | ------------------------------------------------------------- | --------------- |
| 2016        | الذكرى الخمسين للعملة العشرية | ستيوارت ديفلين  | تصميم الوجه لعام 2016 للاحتفال بالذكرى الخمسين للعملة العشرية | 4,800,000       |

## روابط خارجية
- عملة الدولار الأسترالي
- العملات المتداولة
- العملات المعدنية العشرية